# Carl Fressel

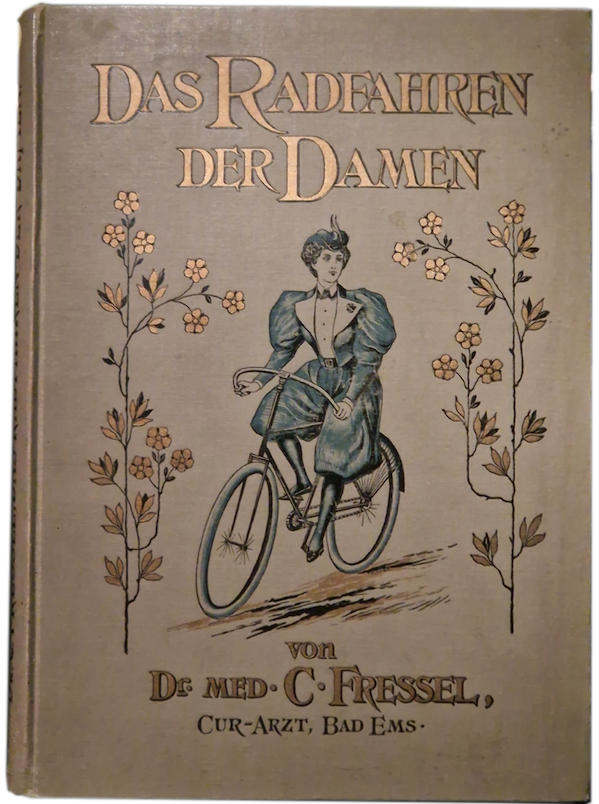
Fressel, Das Radfahren der Damen, Cover der Erstausgabe 1897, Radlerin in „Bloomers“ (Pumphosen)

Carl (auch Karl) Fressel (* 29. Mai 1854 in Ledenburg, Königreich Hannover; † 1897) war ein deutscher Arzt und Radsport-Publizist.

## Leben
Fressel stammt aus Ledenburg bei Osnabrück, legte sein Abitur am Gymnasium Johanneum Lüneburg ab, studierte Medizin an der Universität Kiel und praktizierte als Kurarzt in Bad Ems. Er verfasste Publikationen über die positiven Folgen des Radsportes.
In der um 1900 polarisierten Debatte um die gesundheitliche Bedeutung des Damenradelns erschienen in Deutschland zwei konträre Bücher, Fressels Radfahren der Damen und Das weibliche Radeln des sächsischen Generalarztes Richard Leo. In einer medizinhistorischen Darstellung des Konflikts erschienen die Meinungen der beiden „im Mittelpunkt der Diskussion um das Radfahren“ der Frauen. Dabei zählte Fressel „zu den nahezu einschränkungslosen Befürwortern“, Leo zu den entschiedenen Gegnern. Fressel starb während des Drucks seines Buches, der Sportschriftsteller Felix Waentig-Haugk gab es heraus.

## Veröffentlichungen (Auswahl)
- Dissertation in Kiel, Würzburg oder München (nach Matrikeltabelle Nr. 1836) um 1879, als Hochschulschrift nicht nachweisbar (2022)
- Was muß jeder Radfahrer unbedingt wissen? Merkbüchlein für Radfahrer und für Solche, die es werden wollen. Neuwied am Rhein 1894, 5. Aufl. 1895, Katalogisat auch als Was muss jeder Radfahrer unbedingt wissen? Für die deutschen Radfahrer geschrieben. Niederländisch: Wat moet iedere wielrijder onvoorwaardelijk weten? Segboer, Delft um 1896. Dänisch: Hvad enhver Cyclist bør vide!, Gjellerup, Kopenhagen um 1895
- Der Radfahr-Sport, vom technisch-praktischen und ärztlich-gesundheitlichen Standpunkte. Illustriertes Handbuch. Heuser, Neuwied am Rhein u. a., Leipzig 1896, online. 4., neu bearbeitete Auflage 1900, zuletzt Johann Kleine Vennekate Verlag, Lemgo 2019, ISBN 978-3-935517-99-7
- Das Radfahren der Damen vom technisch-praktischen und ärztlich-gesundheitlichen Standpunkte. Heuser, Neuwied am Rhein u. a. 1897, gestempelt Mittelbach Verlag Leipzig, online, 1. und 2. Auflage (1900) herausgegeben von Felix Waentig-Haugk